# هولي لورانس
هولي لورانس (بالإنجليزية: Holly Lawrence)‏ هي تريثلت بريطانية، ولدت في 25 فبراير 1990 في هامرسميث في المملكة المتحدة.